# Gabriel Gutiérrez Mojica
Gabriel Gutiérrez Mojica (Guadalajara, 27 de febrero de 1938 - 5 de agosto de 2021) fue un actor, director de escena, dramaturgo y docente mexicano que participó en más de cien obras de teatro como actor y en setenta como director.

## Biografía

### Carrera
Gutiérrez Mojica nació en Guadalajara en 1938. Desde 1955 inició su trayectoria en el mundo del teatro, donde participó como actor en más de un centenar de obras y dirigió setenta. Se desempeñó además en otras actividades relacionadas con el teatro como la dramaturgia, la escenografía, la música y la adaptación de textos.
También se desempeñó como docente durante 27 años de educación artística en la Secretaría de Educación Pública y asesoró diversos grupos de teatro en varias ciudades de su natal Jalisco. Obtuvo una Licenciatura en Artes Escénicas en la Universidad de Guadalajara y posteriormente cursó otros estudios en música, dirección y escenografía, entre otros títulos.

### Últimos años y fallecimiento
En el año 2010 fue galardonado con el Mérito Teatral de la Secretaría de Cultura de Guadalajara, y se convirtió en 2020 en beneficiario del Programa de Estímulo a la Creación y Desarrollo Artístico de Jalisco.
Falleció por diversas complicaciones de salud el 5 de agosto de 2021 a los ochenta y tres años.